# Juliusz Słowacki

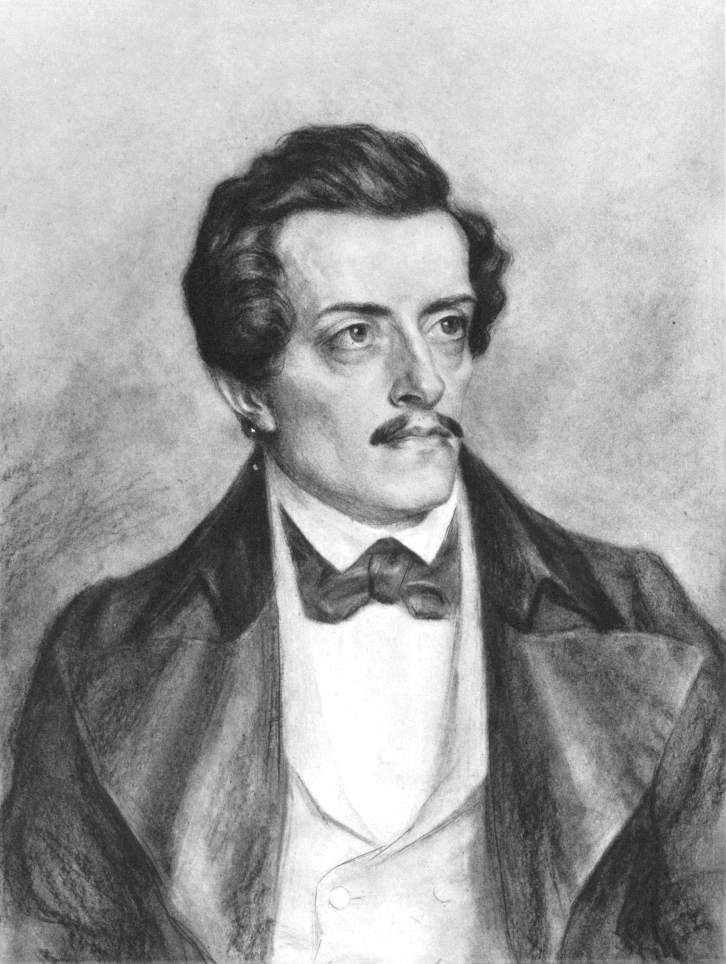
Juliusz Słowacki

Juliusz Słowacki [ˈjuljuʂ swɔˈvat͡ski] (* 4. September 1809 in Krzemieniec, Wolhynien; † 3. April 1849 in Paris) war ein polnischer Dichter. Als einer der Drei Barden gehört er zu den wichtigsten Vertretern der polnischen Romantik und gilt als Vater des modernen polnischen Dramas. Seine bekanntesten Werke sind die beiden Dramen Kordian (1833) und Balladyna (1835) sowie die beiden lyrischen Versepen Testament mój (1839/40) und Beniowski (1841–46).

## Leben
Juliusz Słowacki wurde am 4. September 1809 in Krzemieniec (heute Kremenez, Ukraine) als Teil einer polnischen Adelsfamilie im Herb Leliwa geboren. Sein Vater Euzebiusz Słowacki lehrte Rhetorik, Poesie, Polnische Sprache und Literaturgeschichte am Krzemeniec-Lyzeum und besetzte seit 1811 den Lehrstuhl für Rhetorik und Poesie an der Kaiserlichen Universität in Vilnius, starb jedoch bereits im Jahr 1814.
Von 1825 bis 1828 studierte er Rechtswissenschaften an der Universität Vilnius, zu der Zeit begann auch sein literarisches Schaffen. Nach dem Studium arbeitete er zunächst in Warschau. Während des Novemberaufstands schloss er sich der aufständischen Nationalregierung an und reiste in diplomatischer Mission nach Dresden, Paris und London. Er nutzte die Tätigkeit als Gelegenheit zur Emigration und verbrachte den größten Teil seines restlichen Lebens in Paris. 1832 veröffentlichte er dort seine ersten Versbände, die wegen der darin enthaltenen stark individualistischen Motive jedoch zunächst auf Ablehnung unter den polnischen Emigranten stießen. Ende 1832 verließ er deswegen Paris und reiste in die Schweiz, wo er sich bis 1836 aufhielt. Hier schrieb er unter anderem die Dramen Kordian und Balladyna, die zu seinen Hauptwerken zählen. Ab 1836 unternahm er längere Reisen, zunächst nach Italien, später nach Griechenland, Ägypten und Palästina, die er intensiv literarisch verarbeitete. Im Dezember 1838 kehrte er nach Paris zurück, wo er bis zum Ende seines Lebens wohnen blieb. 1840 wurde er am Collège de France zum Professor für slawische Literatur ernannt, hierin spiegelte sich auch sein inzwischen deutlich gestiegenes Ansehen im Pariser Emigrantenmilieu.
Anlässlich des polnischen Aufstands in der Provinz Posen reiste Słowacki im April 1848 nach Posen, um sich an dem Aufstand zu beteiligen. Er wurde jedoch von der preußischen Polizei verhaftet und aus dem Großherzogtum Posen abgeschoben.
Słowacki starb am 3. April 1849 an Tuberkulose. Er wurde auf dem Cimetière de Montmartre beigesetzt; im Jahr 1927 wurde seine Asche in die Krypta der Wawel-Kathedrale verbracht, wo sich sein Grab neben dem von Adam Mickiewicz befindet. Sein leeres Grab in Montmartre ist immer noch erhalten.

## Werk und Rezeption
Das Werk Słowackis gilt als besonders originelle Spielart der polnischen Romantik. Er verarbeitete darin Elemente der slawischen Mythologie, der polnischen Geschichte, Mystik und des Orientalismus. Sein Schreibstil ist auch gekennzeichnet durch Verwendung des Neologismus und der Ironie. Den Großteil seiner Werke verfasste er auf Polnisch, wenige Werke schrieb er jedoch auch auf Französisch.
Słowackis literarische Bedeutung wurde von seinen Zeitgenossen verkannt, erst nach dem Januaraufstand wurde er intensiv rezipiert. Viele seiner Dramen und Gedichte blieben zeitlebens unveröffentlicht, 1866 gab Antoni Małecki drei Bände posthum heraus. Maßgeblichen Einfluss hatte er auf die Künstler des Jungen Polen wie Stanisław Wyspiański, aber auch auf wichtige Autoren des 20. Jahrhunderts wie Krzysztof Kamil Baczyński und Julian Przyboś. Als einer der Drei Barden gehört er zu den Nationaldichtern Polens.

„Juliusz Slowacki (1809–1849) zeichnet sich durch wunderschöne Form aus. Er ist ein Meister des Verses. […] Das Gedicht ‚Lilla Weneda‘ ist ein Meisterwerk der poetischen Kunst; die Schönheit des Verses und des Wortes ist unerreichbar.“

## Gedenken

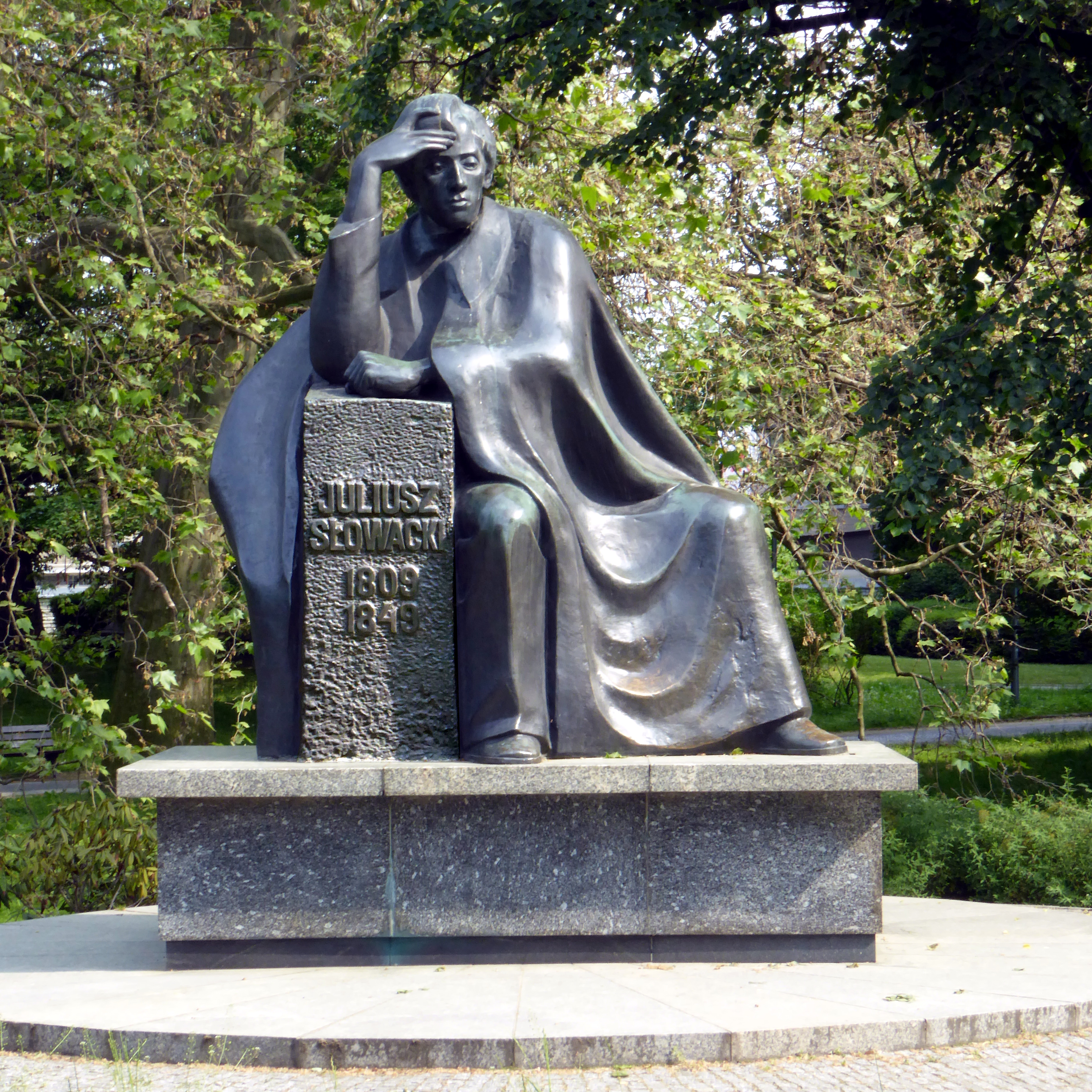
Denkmal in Breslau

Der Park Juliusza Słowackiego in Breslau sowie das Juliusz-Słowacki-Theater in Krakau sind nach ihm benannt. In seiner Geburtsstadt Kremenez wurde 2004 ein Juliusz-Słowacki-Museum eröffnet, es befindet sich auf dem ehemaligen Anwesen seiner Familie. Der Sejm der Republik Polen erklärte sein 200. Geburtsjahr 2009 zum Juliusz-Słowacki-Jahr. In zahlreichen polnischen Städten sind ihm Denkmäler gewidmet.

## Werke

### Dramen (alphabetisch sortiert)
- Balladyna (1835, veröffentlicht 1839, uraufgeführt 1862)
- Fantazy (1841, veröffentlicht 1866, uraufgeführt 1867)
- Horsztyński (1835, veröffentlicht 1866, uraufgeführt 1871)
- Kordian (1833, veröffentlicht 1834, uraufgeführt 1899)
- Ksiądz Marek (1843, veröffentlicht 1843, uraufgeführt 1901)
- Książę niezłomny (1843, veröffentlicht 1844, uraufgeführt 1874)
- Lilla Weneda (1839, veröffentlicht 1840, uraufgeführt 1863)
- Maria Stuart (1830, uraufgeführt 1862)
- Mazepa (1839, veröffentlicht 1840, uraufgeführt auf Ungarisch 1847, uraufgeführt auf Polnisch 1851)
- Sen srebny Salomei (1843, veröffentlicht 1844, uraufgeführt 1900)
- Samuel Zborowski (1845, veröffentlicht 1903, uraufgeführt 1911)

### Versepen (alphabetisch sortiert)
- Anhelli (1838)
- Arab (1830)
- Lambro, powstańca grecki (1833)
- Beniowski (1841–1846)
- Genezis z Ducha (1844)
- Godzina myśli (1832–1833)
- Hugo. Powieść krzyżacka (1830)
- Król-Duch (in Teilen veröffentlicht 1847, ganz 1925)
- Ojciec zadżumionych (1838)
- Podróż do ziemi świętej (1866)
- Testament mój (1839–1840)
- W Szwajcarii (1835, veröffentlicht 1839)
- Wacław (1838)